# Таркаев, Александр Никитич
Александр Никитич Таркаев (8 июля 1947, Чистополь, Татарская АССР - 20 июля 2009, Казань, Республика Татарстан) — российский политик, председатель Регионального отделения СПС в Татарстане, председатель Совета директоров и основатель компании «Диалог-Инвестментс» (управленческое консультирование крупных промышленных предприятий). Основатель Торгово-Промышленной палаты Республики Татарстан, председатель её Административного Совета. Депутат Государственного Совета РТ третьего (2004—2009) и четвёртого (2009—2014) созывов.

### Карьера и жизнь
В 1972 году окончил с отличием физический факультет Казанского государственного университета. Доцент, кандидат технических наук по специальности «Техническая кибернетика и системный анализ».
В 1984 году стал лауреатом премии Совета Министров СССР в области науки и техники. Руководил комплексными научными работами с участием ВУЗов Германии, Франции, Чехии, Болгарии.
В 1989 году работал исследователем в группе по моделированию экосистем в Дартмутском колледже (США). В том же году ушёл с должности директора Центра информатики и вычислительной техники Казанского государственного университета (КГУ) в частный бизнес.
В 1992 году читал лекции в университете Мак Мастер в Канаде.
С 1992 года занимал должность председателя Административного совета Торгово-Промышленной Палаты Республики Татарстан.
Принимал участие в разработке двух программ экономического развития Республики Татарстан: программы перехода к рыночным отношениям и программы «Жизнь после нефти» (в составе правительственной комиссии).
В 1997 году по просьбе правительства Татарстана вошёл в состав «спасательной команды», сформированной для реформирования КАМАЗа. Занимал пост председателя комитета по аудиту и был членом совета директоров КАМАЗа.
С 17 апреля 2004 года — председатель Татарстанского РО СПС.
16 октября 2005 года был избран в Госсовет Татарстана по Чистопольскому одномандатному избирательному округе № 34.
Супруга — доцент, заместитель директора Института языка КГУ. Имеет двух дочерей.
1 марта 2009 года был в очередной раз избран в Госсовет Татарстана по Чистопольскому одномандатному избирательному округу № 34.
Скончался после сердечного приступа 20 июля 2009 года.